# Lebendige Stunden (Einakterzyklus)
Lebendige Stunden. Vier Einakter ist ein Einakterzyklus von Arthur Schnitzler, der 1902 bei S. Fischer in Buchform erschien. Die Uraufführung fand am 4. Januar 1902 am Deutschen Theater in Berlin statt. Verbindendes Element der Stücke sind das Verhältnis von künstlerischem Schaffen und der Bedeutung von Leben.

## Lebendige Stunden

### Inhalt
Heinrichs Mutter, Hofrätin, ist 53-jährig verstorben. Heinrich, der junge Schriftsteller, hat seit zwei, drei Jahren eine Schreibhemmung. Der 60-jährige pensionierte Beamte Anton Hausdorfer, Heinrichs väterlicher Freund, trauert gleichfalls um die geliebte Freundin. Heinrich denkt zurück an seine Knabenjahre. Der junge Mann ist sich nicht sicher, ob er für Antons Trauer Verständnis aufbringen soll. Nun eröffnet ihm Anton, die Mutter wäre wegen des einzigen Sohnes gestorben. Heinrich mag die Ungeheuerlichkeit nicht glauben. Anton beharrt auf seiner Behauptung. Die Hofrätin habe nicht mitansehen können, wie ihre unheilbare Krankheit den Schreibberuf des Sohnes gestört habe. Als sich Heinrich wieder gefangen hat, ringt er sich zu der Absicht durch, jenen „lebendigen Stunden“ der Mutter Dauer zu verleihen und zwar durch Schreiben. Anton bleibt da skeptisch und denkt ebenfalls zurück. Die „ganze Schreiberei“ Heinrichs sei nichts gegen eine einzige „lebendigen Stunde“ der geliebten Hofrätin.

### Rezeption
- Der Schauspieler Wilhelm von Wymetal hat sich bei Schnitzler nach Heinrichs Natur erkundigt. Es geht um die Frage, ob ein Autor solche einschneidenden Ereignisse wie den Tod eines Menschen brauche, um etwas zu schreiben. Schnitzlers Antwort vom 13. Mai 1902 findet sich in der zweibändigen Briefausgabe.[1]
- Sprengel nennt den Bau des Stücks locker[2] und Korte spricht von „Boulevarddramatik“.[3]

## Die Frau mit dem Dolche

### Inhalt
Pauline trifft sich mehrfach mit dem jungen Leonhard in der Gemäldegalerie. Er gesteht der verheirateten jungen Frau seine Liebe. Zu spät, signalisiert die Angebetete. Morgen schon reise sie mit ihrem Gatten, dem Dichter, nach Italien. Überdies liebe sie Leonhard nicht. Leonhard hält unbeirrbar an seinem Entschluss fest. In der kommenden, für beide letztmöglichen und einzigen Nacht wird Pauline ihm gehören.
Ein Zeitsprung rückwärts in das 16. Jahrhundert wird auf der Bühne vollführt – hinein nach Italien in jene Epoche, in der das Bild Die Frau mit dem Dolche, vor dem die beiden augenblicklich stehen, gemalt wurde. Nun heißt Pauline Paola und Leonhard Lionardo. Die Konstellation im Spätmittelalter ist gleichsam eine kongruente zur Neuzeit. Viel mehr noch – der Maler Lionardo besaß in der vergangenen Nacht Paola, die Gattin eines anderen. Nun, da der betrogene Gatte naht, will sich Lionardo aus Liebe zu Paolo umbringen, damit er sich „mit einem Blicke nicht verriete“.
Der Ehemann tritt auf. Paola weist auf den noch lebenden Lionardo und gesteht dem Gatten die Liebesbeziehung. Lionardo will von dem Ehemanne auf der Stelle getötet werden. Letzterer verzichtet auf die Rache und öffnet großzügig das Tor zur Freiheit. Paola erdolcht Lionardo.
Ein Zeitsprung vorwärts in die Neuzeit beendet zugleich das Drama: Die entschlossene Pauline will die kommende Nacht mit Leonhard verbringen.

### Form
Das Stück ist raffiniert gebaut. Der Kurzausflug ins Spätmittelalter nimmt den Ausgang des Dramas vorweg. Pauline wird also Leonhard nach der gemeinsamen Nacht umbringen.

### Rezeption
- Sprengel[5] ordnet das Stück in jene Dramatik Schnitzlers ein, in der „vorübergehende Untreue“ in der Künstlerehe vom Partner durchaus geduldet wird.

## Die letzten Masken

### Inhalt
Die Handlung spielt im „Extrakammerl“ des Allgemeinen Wiener Krankenhauses und dreht sich um den Patienten Karl Rademacher, der glaubt, sterben zu müssen. Angestiftet durch seinen Mitpatienten Florian Jackwerth, beschließt Rademacher sich noch vor seinem Tode an seinem früheren Freund zu rächen, der ihn beruflich um ein Vielfaches übertroffen hat. Aus der Rache vermeint er Genugtuung schöpfen zu können: „ich … krepier’ im Spital. – Aber es macht nichts, … – denn jetzt kommt der Moment, wo ich ihn zerschmettern kann.“  Als der alte Freund jedoch kommt und sich rührend um ihn kümmert, wie es ein guter Freund zu tun hat, entzieht er Rademachers Hass jegliche Grundlage. Durch die Großherzigkeit von Weihgast ist Rademacher zum Schweigen verdammt. Schließlich gibt er seine Pläne auf: „Schreibtisch –?– Machen S’, was Sie wollen. Verbrennen meinetwegen! … Meisterwerke! – Und wenn schon … Nachwelt gibt’s auch nur für die Lebendigen“. Er kann trotzdem in Ruhe sterben, da er erkennt, dass dieser Besuch genauso viel, wenn nicht noch mehr wert ist als seine Rachepläne es waren.

### Figuren
Karl Rademacher ist ein 54-jähriger Journalist, der – obwohl er sich selbst für durchaus talentiert hält – es nicht geschafft hat, durch seine Werke Ruhm oder Reichtum zu erlangen. Er liegt im Spital, und sein heruntergekommenes Äußere und eine gänzlich grauen Haare unterstreichen seine Vermutung, bald sterben zu müssen: „ich fühl´s … morgen früh ist vielleicht alles vorbei“. Die Ärzte hingegen behaupten, dass er bald wieder gesund sein werde: „Doktor Halmschlöger sagt mir, es ist nur eine  Frage der guten Pflege … in ein paar Wochen verläßt du das Spital“.
Der zweite Patient heißt Florian Jackwerth. Er ist ein etwa 28 Jahre alter Schauspieler, der zwar mager ist, aber eine gepflegte Erscheinung pflegt, soweit das für einen Patienten im Spital möglich ist. Der Spitalsaufenthalt ist für ihn nur eine Gelegenheit, bei der er seine beruflichen Fähigkeiten verbessern kann („meinen Sie, unsereiner ist umsonst im Spital herin? Da kann man was lernen“). Die Ärzte sind allerdings weniger optimistisch: „Ein armer Teufel von Schauspieler. … Hat keine Ahnung das er in spätestens acht Tagen unter der Erde liegen wird.“
Alexander Weihgast, ein früherer Freund Rademachers, ist ein elegant gekleideter Dichter von etwa 55 Jahren, der sich gut gehalten hat.
Dr. Halmschlöger ist ein junger Sekundararzt, der in den Augen seines Kollegen zu gutmütig mit den Patienten umgeht („Na, hör’ zu, die Leut’ nützen hier einfach deine Gutmütigkeit aus“), was ihn aber bei den Patienten beliebter macht: „der Doktor Halmschlöger. Ein feiner Herr, nur etwas eingebildet.“
Dr. Tann, der zweite Sekundararzt, ist im Gegensatz zu seinem Kollegen etwas nachlässig gekleidet und strenger mit den Patienten.
Juliane Paschanda ist die Wärterin und wird als „dick, gutmütig, und noch nicht alt“ beschrieben. Sie kann über Jackwerths Witzeleien lachen, achtet jedoch darauf, dass sie nicht ausarten: „Wie sie die Leut’ nachmachen können … Na, werden Sie nicht aufhören! Sie versündigen sich ja.“

### Inhalt
Gilbert schaut bei seiner ehemaligen Geliebten Margarethe vorbei. Im Dialog ergibt sich, beide haben die Geschichte ihrer verflossenen Beziehung in jeweils einem Roman verarbeitet. Natürlich hat jeder der beiden Autoren die Spuren kräftig verwischt. Ein Lapsus ist allerdings unterlaufen. Beide Schriftsteller haben ihren Briefwechsel Wort für Wort in den jeweiligen Romantext eingefügt. Die Wahl zwischen Schriftstellerei und der Ehe mit dem Baron fällt Margarethe leicht. Stellt die Ehe doch ganz nebenbei die elegante Lösung des Problems der publizierten Liebesbriefe dar. Margarethe lässt ihren kurz vor der Auslieferung stehenden Roman einstampfen, wirft das Exemplar, das der Baron von einem Besuch des Verlegers mitbringt, ins Feuer und gibt sich heiratswillig.

### Rezeption
- Farese nennt jene Schriftsteller Heuchler, die Liebeserlebnisse ausschlachten.[6]
- Nach Sprengel[7] spiele Schnitzler in dem Stück auf Begebenheiten in Münchner Künstlerkreisen an.

## Aufführungen
- Theater in der Josefstadt, 1962.[8]

## Ausgaben
- Arthur Schnitzler: Lebendige Stunden. Vier Einakter. Berlin: S. Fischer 1902.
  - 1.–4. Auflage = 1.000 bis 4.000, 1902
  - 5. Auflage = 5.000, 1903
  - 6. Auflage = 6.000, 1906
  - 7. Auflage = 7.000, 1909
  - 8.–9. Auflage = 8.000 bis 9.000, 1912
  - 10.–12. Auflage = 10.000 bis 12.000, 1922
- Erstdruck von Lebendige Stunden: Arthur Schnitzler: Lebendige Stunden. Ein Akt. Neue Deutsche Rundschau, Jg. 12, Heft 12, Dezember 1901, S. 1297–1306.
- Bühnenmanuskript von Lebendige Stunden: Arthur Schnitzler: Lebendige Stunden. Schauspiel in 1 Aufzug. Berlin 1901.

### Weitere Ausgaben
- Arthur Schnitzler: Gesammelte Werke. Berlin, S. Fischer 1912. Die Theaterstücke
- Drei Einakter: Die letzten Masken. Literatur, Stunde des Erkennens. Nachwort von Hartmut Scheible. Universal-Bibliothek, Band 7959. Reclam, Stuttgart 1983, ISBN 3-15-007959-4.
- Heinz Ludwig Arnold (Hrsg.): Arthur Schnitzler: Reigen. Die Einakter. Mit einem Nachwort von Hermann Korte. S. Fischer, Frankfurt am Main 1961 (Ausgabe 2000), ISBN 3-10-073557-9.

### Hörspiele
- Einträge 43 und 44 in: Hörspiele (Memento vom 5. Dezember 2008 im Internet Archive)
  - „Lebendige Stunden“. Erstsendung am 19. November 1959 im SFB. Regie: Curt Goetz-Pflug. Mit Otto Braml als Anton Hausdorfer und Wolfgang Unterzaucher als Heinrich.
  - „Lebendige Stunden“ Erstsendung: 10. Juni 1962, ORF-Studio Wien. Regie: Edwin Zbonek. Komposition: Karl de Groof. Mit Hans Thimig als Anton Hausdorfer und Michael Heltau als Heinrich.
- Einträge 60 bis 67 in: Hörspiele (Memento vom 5. Dezember 2008 im Internet Archive)
  - „Literatur“. Erstsendung am 2. Februar 1947. Regie: Otto Ambros. ORF-Studio Wien.
  - „Literatur“. Erstsendung am 22. November 1949. Regie: Hannes Tannert. SWF. Mit Irmgard Weyrather als Margarete, Wolfgang von Rotber als Clemens und Alois Garg als Gilbert.
  - „Literatur“. Erstsendung am 15. Februar 1953. Regie: Hans Thimig. ORF-Studio Wien.
  - „Literatur“. Erstsendung am 3. Juni 1953. ORF-Studio Steiermark.
  - „Literatur“. Erstsendung am 15. Dezember 1954. Regie: Hans Thimig. ORF-Studio Wien. Mit Alma Seidler als Margarete, Egon von Jordan als Clemens und Leopold Rudolf als Gilbert.
  - „Literatur“. Erstsendung am 30. November 1958. Regie: Theodor Steiner. HR. Mit Ina Peters als Margarete, Dietmar Schönherr als Clemens und Gustl Weishappel als Gilbert.
  - „Literatur“. Erstsendung am 8. September 1963. Regie: Joachim Hoene. SDR Heidelberg. Mit Elfriede Irrall als Margarete, Walter Kohut als Clemens und Ernst Stankovski als Gilbert.
  - Arthur Schnitzler: Literatur. Lustspiel in einem Akt. Gelesen von Andrea Seitz, Fabian von Klitzing und Florian Stadler. Musik von Antje Uhle und Wolfgang Roth. PRO ARTE Verlag, April 2003, ISBN 978-3-9808596-2-2.

### Musikalische Bearbeitungen
- Wladimir Iwanowitsch Rebikow komponierte die Oper Die Frau mit dem Dolche (Shenschtschina s kinshalom). Es existiert ein Klavierauszug aus dem Jahr 1911.

## Verfilmungen
- „Literatur“. Regie: Arthur Maria Rabenalt. ARD, BR 1965. Mit Hanns Otto Ball, Robert Dietl und Sylvia Lydi.
- „Literatur“. Regie: Ernst Wolfram Marboe. ORF 1970
- „Literatur“. Regie: Wolfgang Glück. ORF, ZDF 1975. Mit Christine Ostermayer, Helmuth Lohner und Otto Schenk.

### Zeitgenössisch
- Anonyme Besprechung: Die Gegenwart, 31 (Band 61), Nr. 2, 11. Jan. 1902, S. 30.
- Hermann Bahr: Lebendige Stunden (Vier Einacter von Arthur Schnitzler: »Lebendige Stunden«, »Die Frau mit dem Dolche«, »Die letzten Masken« und »Literatur«. Zum ersten Male aufgeführt im Carl-Theater am 6. Mai 1902. Erste Vorstellung des Berliner Deutschen Theaters). In: Neues Wiener Tagblatt, Jg. 36, Nr. 102, 7. Mai 1902, S. 1–4.
- Hermann Bahr: Lebendige Stunden (Vier Einakter: »Lebendige Stunden«, »Die Frau mit dem Dolche«, »Die letzten Masken«, »Literatur« von Arthur Schnitzler. Im Deutschen Volkstheater zum ersten Male aufgeführt am 14. März 1903). In: Neues Wiener Tagblatt, Jg. 37, Nr. 73, 15. März 1903, S. 2–3.
- Max Burckhard: Die Zeit (Wien), Band 51, Nr. 392, 10. Mai 1902, S. 90–91.
- Karl Emil Franzos: Deutsche Dichtung, 32, 1, April 1902, S. 47–56.
- Karl Frenzel: Deutsche Rundschau, Jg. 28 (Band 3) , Nr. 8, Mai 1902, S. 300.
- Stefan Großmann in Quelle, Jg. 4, Heft 1 vom 1. Oktober 1910, S. 13–14.
- Maximilian Harden: Die Zukunft, Jg. 38, 29. März 1902, S. 535–540.
- Ernst Heilborn: Die Nation, Jg. 19, Nr. 15, 11. Januar 1902, S. 237–238.
- Erich Kalkschmidt: Der Kunstwart, Jg. 15, Nr. 8, 2. Januarheft 1902, S. 395–396.
- Alfred Kerr: Neue Deutsche Rundschau, Jg. 13, H. 5, Mai 1902, S. 551–553.
- Max Lorenz: Preussische Jahrbücher, Jg. 107, H. 2, Februar 1902, S. 373–376.
- Max Martersteig: Deutsche Monatsschrift, Jg. 1, H. 4, Januar 1902, S. 790–791.
- Felix Poppenberg: Schicksalsminiaturen. Der Türmer, Jg. 4, H. 5, Februar 1902, S. 555–561.
- Heinrich Stümcke: Bühne und Welt, Jg. 4, Band 1, H. 8, Januar 1902, S. 346–347.
- Gustav Zieler: Das Literarische Echo, Jg. 4, H. 9, Februar 1902, Sp. 631–633.
- Ernst Detleff. Der Kunstwart, Jg. 17, H. 2, 2. Oktoberheft, 1903, S. 100.

### Zu den Stücken
- Hans Peter Bayerdörfer: Vom Konversationsstück zur Wurstelkomödie. Zu Arthur Schnitzlers Einaktern. In: Jahrbuch der Schiller-Gesellschaft, Jg. 16 (1972), S. 516–575.
- Françoise Derré: L’œuvre d’Arthur Schnitzler. Imagere viennoise et problèmes humains. Paris 1966
- Wolfgang Lukas: Das Selbst und das Fremde. Epochale Lebenskrisen und ihre Lösung im Werk Arthur Schnitzlers. München 1996.
- Reinhard Urbach: Schnitzler-Kommentar zu den erzählenden Schriften und dramatischen Werken. München: Winkler 1974, S. 169–176. (online)

### Allgemeiner
- Giuseppe Farese: Arthur Schnitzler. Ein Leben in Wien. 1862–1931. Aus dem Italienischen von Karin Krieger. C. H. Beck München 1999, ISBN 3-406-45292-2. Original: Arthur Schnitzler. Una vita a Vienna. 1862–1931. Mondadori, Mailand 1997
- Peter Sprengel: Geschichte der deutschsprachigen Literatur 1870–1900. Von der Reichsgründung bis zur Jahrhundertwende. C. H. Beck, München 1998, ISBN 3-406-44104-1.
- Gero von Wilpert: Lexikon der Weltliteratur. Deutsche Autoren A – Z. S. 555, 2. Spalte, 23. Z.v.u. Stuttgart 2004, ISBN 3-520-83704-8.